# Johann Georg Ahle
Johann Georg Ahle (Mühlhausen, 12 juni 1651 - aldaar, 2 december 1706) was een Duitse barokcomponist en organist. Hij was de zoon van componist Johann Rudolf Ahle. Vader en zoon waren gedurende een halve eeuw verantwoordelijk voor het muziekleven in de stad Mühlhausen.

## Levensloop
Ahle volgde muziekles bij zijn vader. Na diens overlijden in 1673 volgde Ahle hem op als organist van de Divi Blasiikerk in Mühlhausen. Naast zijn muzikale functies diende Ahle ook als raadslid in het stadsbestuur van Mühlhausen.
Op 12 mei 1680 huwde hij de predikantendochter Anna Maria Meinhardt. Het echtpaar zou vijf zonen en drie dochters krijgen.
In 1680 werd Ahle door keizer Leopold I geëerd met de zogenaamde Dichterkrone.
Na het overlijden van Ahle in 1706 volgde Johann Sebastian Bach hem op als organist.

## Werken
Een groot deel van Ahles composities bestaat uit vocale muziek. Voor Ahle was de tekst het uitgangspunt en als componist wilde hij de tekst als het ware vertalen naar muziek. Hij maakte hiervoor gebruik van de teksten van dichters als Johann Rist en Philipp von Zesen, maar ook zette hij zijn eigen gedichten op muziek. Omdat zijn religieus getinte werken een rijk versierde stijl kennen, waren ze niet geschikt voor gebruik in de protestantse eredienst; dit zal een belangrijke reden zijn waarom weinig van zijn composities bewaard zijn gebleven. Verder schreef Ahle zangstukken voor meer profane gebeurtenissen als huwelijken, overlijdens of vieringen.
Ook schreef hij instrumentale composities, zoals het verloren gegane Frühlingsmusik (1675/1676).

### Politieke gebeurtenissen
Ahle voorzag diverse politieke gebeurtenissen van muziek. Een van deze gebeurtenissen was de jaarlijkse installatie van het nieuwe stadsbestuur van Mühlhausen. Na afloop van de Dertigjarige Oorlog was namelijk de traditie ontstaan om de installatie van het bestuur op te luisteren met een muzikaal eerbetoon. Ahles vader was in 1651 verantwoordelijk geweest voor de allereerste compositie en vanaf 1672 nam Johann Georg deze jaarlijkse taak van hem over. Enkele van deze werken zijn bewaard gebleven.
Daarnaast leverde Ahle in 1679 een aria aan voor een kerkdienst waarin de Vrede van Nijmegen werd gevierd.

### Geschriften
Over muziekgeschiedenis en -theorie schreef Ahle een serie van vier boekwerken, vernoemd naar de seizoenen: Frühlings-Gespräche (1695), Sommer-Gespräche (1697), Herbst-Gespräche (1699) en Winter-Gespräche (1701). Hierin maakte hij gebruik van lichtvoetige dialogen tussen personages, waaronder Helian, een verwijzing naar Ahles Latijnse achternaam Ahlenius.
De meeste van zijn geschriften zijn echter verloren gegaan bij de stadsbrand van 1689.